# (155) Scylla
(155) Scylla ist ein Asteroid des mittleren Hauptgürtels, der am 8. November 1875 vom österreichischen Astronomen Johann Palisa an der Marine-Sternwarte Pola in Istrien entdeckt wurde. Palisa konnte ihn danach nur noch einmal am 23. November beobachten, daher konnte nur eine sehr unsichere Bahn berechnet werden und das Objekt war zunächst verloren. Am 11. Oktober 1907 beobachtete Joel Metcalf am Taunton Observatory in Massachusetts einen Kleinplaneten bei einer Helligkeit von 12,5 mag, der die Bezeichnung 1907 TJ erhielt. Auch Palisa beobachtete 1907 TJ am 5. und 7. November an der Universitätssternwarte Wien, ohne zu ahnen, dass es sich um „seinen“ bereits 32 Jahre zuvor entdeckten Asteroiden handelte. Der US-amerikanische Astronom Conrad M. Bardwell vom Cincinnati Observatory stellte im Jahr 1966 fest, dass die Bahn des Kleinplaneten 1939 TK zurückgerechnet in die Nähe von Palisas Beobachtung führte, die Daten waren für eine definitive Bestimmung aber nicht genau genug. Daraufhin konnte der deutsche Amateurastronom Otto Kippes aber mithilfe seiner Kartei feststellen, dass 1939 TK vermutlich mit 1930 UN, 1941 HL, 1950 FL, 1950 FN und möglicherweise mit 1907 TJ identisch sein sollte. Anhand dieser zusammengehörigen Positionsdaten konnte Bardwell dann 1970 mit dem Supercomputer Naval Ordnance Research Calculator (NORC) die Bahn des betreffenden Kleinplaneten ermitteln. Die Rückrechnung der Position bis November 1875 ergab, dass es sich zweifelsfrei um Palisas Entdeckung handelte, die damit nach 95 Jahren wiedergefunden worden war.
Der Asteroid wurde benannt nach Skylla, der Tochter von Phorkys und Keto und Schwester der Gorgonen, Sirenen und Graien. Die Meeresnymphen Skylla und Charybdis bewachten die Meerenge zwischen Sizilien und Italien und streckten ihre langen Hälse und sechs Köpfe aus, um von jedem vorbeifahrenden Schiff einen Seemann zu rauben.

## Wissenschaftliche Auswertung
Eine Auswertung von Beobachtungen durch das Projekt NEOWISE im nahen Infrarot führte 2011 für (155) Scylla zu vorläufigen Werten für den Durchmesser und die Albedo im sichtbaren Bereich von 42,9 oder 45,5 km bzw. 0,03. Nach neuen Messungen wurden die Werte  2014 auf 39,6 oder 42,1 km bzw. 0,03 geändert. Nach der Reaktivierung von NEOWISE im Jahr 2013 und Registrierung neuer Daten wurden die Werte 2015 zunächst mit 41,4 km bzw. 0,03 angegeben und dann 2016 korrigiert zu 32,9 km bzw. 0,05, diese Angaben beinhalten aber alle hohe Unsicherheiten. Eine Anwendung thermophysikalischer Modelle auf Beobachtungen des Asteroiden mit WISE vom 30. Januar und 16. Juli 2010 ergab in einer Untersuchung von 2021 Werte für den Durchmesser und die Albedo von 38,4 km und 0,05. Außerdem konnten die Achsenverhältnisse für ein zweiachsig-ellipsoidisches Gestaltmodell und eine prograde Rotation bestimmt werden.
Studenten und Professoren des Rose-Hulman Institute of Technology in Indiana unternahmen für (155) Scylla erstmals photometrische Beobachtungen am Tenagra Observatory in Arizona vom 31. März bis 15. April 2005. Aus der gemessenen Lichtkurve wurde eine Rotationsperiode von 7,958 h abgeleitet. Weitere Messungen erfolgten vom 24. November bis 18. Dezember 2008 am Barnes Ridge Observatory in Kalifornien. Hier wurde eine Rotationsperiode von 7,960 h bestimmt. Im gleichen Zeitraum vom 1. November bis 21. Dezember 2008 am Organ Mesa Observatory in New Mexico stattfindende Beobachtungen bestätigten diese Ergebnisse mit einem Wert von 7,9597 h. Die Möglichkeit einer Periode von 11,94 h wurde dagegen ausgeschlossen. Und auch weitere Messungen vom 12. und 13. Februar 2014 am Center for Solar System Studies (CS3) in Kalifornien konnten erneut eine Rotationsperiode von 7,955 h bestimmen.
Die Auswertung archivierter Lichtkurven der Lowell Photometric Database und weiterer Beobachtungen vom United States Naval Observatory und der Catalina Sky Survey in Arizona ermöglichte in einer Untersuchung von 2016 die Bestimmung der Rotationsperiode zu 7,95880 h, außerdem konnten Gestaltmodelle und zwei alternative Lösungen für die Position der Rotationsachse angegeben werden in Verbindung mit einer prograden Rotation. Eine Untersuchung von 2018 verwendete die gleichen Ausgangsdaten und konnte eine der zuvor bestimmten Lösungen für die Rotationsachse verwerfen und für die zweite Lösung verbesserte Werte angeben. Die Rotationsperiode wurde jetzt mit 7,95878 h bestimmt. Außerdem konnte mit einer thermophysikalischen Modellierung der WISE-Daten Werte für den Durchmesser und die Albedo von 39,0 ± 0,8 km bzw. 0,05 angegeben werden.
Auch 2021 wurde aus archivierten Daten und photometrischen Messungen von Gaia DR2 erneut eine Rotationsachse mit prograder Rotation berechnet. Die Rotationsperiode wurde ebenfalls zu 7,95878 h bestimmt. Aus archivierten Daten des Asteroid Terrestrial-impact Last Alert System (ATLAS) aus dem Zeitraum 2015 bis 2018 konnte in einer Untersuchung von 2022 mit der Methode der konvexen Inversion eine Rotationsperiode von 7,9589 h berechnet werden.